# Inzucht
Unter Inzucht versteht man im Allgemeinen die Paarung relativ naher Blutsverwandter. In der Pflanzenzucht erfolgt dies durch Selbstung und Kreuzung möglichst naher Verwandter, um genetisch möglichst reinerbige Inzuchtlinien zu erhalten. In der Tierzucht erfolgt Inzucht durch Geschwisterverpaarung und die Rückverpaarung. 
Das Maß für die Inzucht ist der Inzuchtkoeffizient.

## Nutztiere und -pflanzen
Inzucht führt dazu, dass immer mehr Genloci bzw. Allele homozygot (reinerbig) werden, also in beiden Chromosomensätzen gleich vorhanden sind. Gemäß den mendelschen Regeln erscheinen durch Inzucht insbesondere auch rezessive Gene des Genotyps im Phänotyp. Folge der Inzucht ist damit die Erhöhung der Wahrscheinlichkeit des homozygoten Auftretens von Extremen in beiden Richtungen, also sowohl möglicher krankhafter als auch besonders leistungsfähiger Genkombinationen.
Züchter können nicht selten beobachten, dass im genetischen Sinne reinerbige Lebewesen geringere Vitalität und Widerstandsfähigkeit gegen Krankheiten aufweisen, da die genetische Information in beiden Chromosomensätzen gleich ist und dadurch weniger unterschiedliche Gene vorhanden sind (Inzuchtdepression). Andererseits besteht Züchtung gerade darin, die positive Seite von Inzucht zu nutzen, indem gezielte Inzucht mit Selektion der geeigneten Typen verbunden wird.

## Inzuchtvermeidung
Die Vermeidung von Inzucht sichert die Vorteile der sexuellen Fortpflanzung. 
Bei zahlreichen Tier- und Pflanzenarten werden die Nachteile der Inzucht durch Dichogamie vermieden. Insbesondere bei einhäusigen Pflanzen und Pflanzen mit zwittrigen Blüten wird Vormännlichkeit und Vorweiblichkeit beobachtet. Dadurch wird die Befruchtung mit dem eigenen Blütenstaub verhindert. Im Bereich der Kulturpflanzen ist Mais ein Vertreter der Vormännlichkeit, Wegerich ist ein Vertreter der Vorweiblichkeit.
Bei den meisten Tierarten wird Inzest nur passiv vermieden, indem Nachkommen sich zerstreuen bzw. von den Eltern nicht mehr geduldet werden, oder indem die männlichen oder die weiblichen Jungtiere die Gruppe verlassen; dadurch kommt es zu einer räumlichen Trennung der Geschwister (Exogamie). Durch diese Verhaltensweisen werden Verpaarungen naher Verwandter zwar unwahrscheinlich, aber sie sind möglich und kommen auch vor. Die aktive Vermeidung von Inzest ist an die Möglichkeit individuellen Erkennens (Wiedererkennen) gebunden und kommt auch bei Tieren vor. Bei einigen Vogelarten (z. B. Graugänsen) vermeiden Geschwister auch dann eine Verpaarung, wenn sie ohne andere Partner zusammen gehalten werden; hier spielt die sexuelle Prägung während der frühen Ontogenese eine Rolle. Bei Schimpansen wurde beobachtet, dass Weibchen sexuelles Interesse von Brüdern aktiv abwehren und dass selbst erwachsene, ranghohe Männchen ihrer Mutter gegenüber kein sexuelles Interesse haben. Untersuchungen zeigten, dass Menschen als Erwachsene denjenigen gegenüber eine erotische Barriere haben, die sie in den ersten fünf Lebensjahren gut kannten.
Eine Metastudie kam 2021 zu dem Ergebnis, dass es bei Tieren keine instinktive Inzuchtvermeidung gäbe.